# Naissance en 1365
Naissance
- 1361
- 1362
- 1363
- 1364
- 1365
- 1366
- 1367
- 1368
- 1369

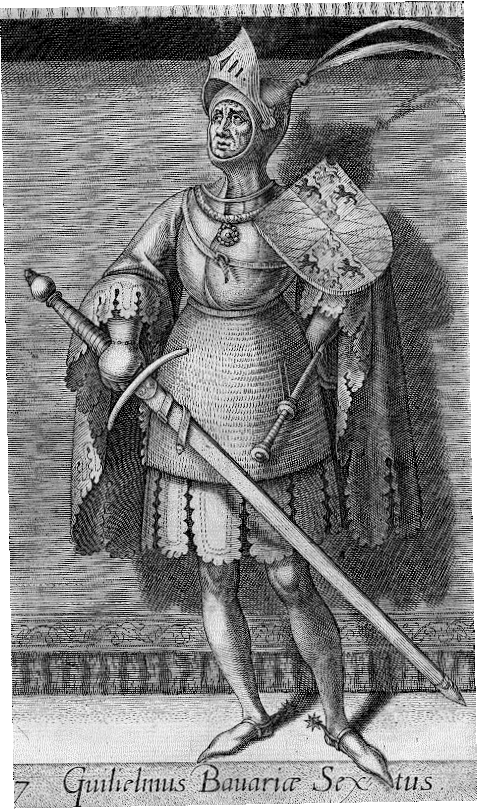
Guillaume IV de Hainaut, né en 1365.

Cette page dresse une liste de personnalités nées au cours de l'année 1365  :
- 5 avril : Guillaume IV de Hainaut, duc de Bavière-Straubing (Guillaume II), comte de Hainaut (Guillaume IV), de Hollande et de Zélande (Guillaume VI).
- 25 juillet : U, 32e roi de Goryeo.

- Marguerite d'Enghien, comtesse de  Brienne et de Conversano.
- Jacques Dampierre, militaire et aristocrate français, amiral de France.
- Jean IV de Bueil, seigneur de Bueil, de Montrésor, de Saint-Calais, de Château-Fromont et de Courcelles, maître des arbalétriers de France.
- Évrard II de La Marck-Arenberg, seigneur de Sedan.
- Robert Le Maçon, chancelier de France sous Charles VII et protecteur de Jeanne d'Arc.
- Pierre II de Villiers, seigneur de L'Isle-Adam.
- John Stuart de Darnley, noble écossais, comte de Derneley et d'Évreux, connétable de l'armée d'Écosse durant la guerre de Cent Ans.
- Magister Wigbold, pirate allemand faisant partie des Likedeeler (Frère des victuailles) de Klaus Störtebeker.

date incertaine (vers 1365)
- Jean Fusoris, ecclésiastique scientifique, connu comme constructeur d'instruments astronomiques.
- Przemko Ier d'Opava, duc de d'Opava et duc de Głubczyce.
- Renaud IV de Gueldre, duc de Gueldre et comte de Zutphen.

## Crédit d'auteurs
- Cet article est partiellement ou en totalité issu de l'article intitulé « 1365 » (voir la liste des auteurs).